# The Sick's Sense
The Sick's Sense es el sexto álbum de la banda alemana de Gothic Rock End of Green. Fue lanzado en 2008 bajo es sello de Silverdust Records.
Disponible en Digibook, CD doble, Jewel Case, y vinilo doble.Todas limitadas y contienen el "Sickoustic EP".

## Lista de canciones
1. "Dead City Lights"
2. "Killhoney"
3. "Anthem for a New Wave"
4. "Hurter"
5. "Die Lover Die"
6. "Let Sleeping Gods Lie"
7. "My Crying Veins"
8. "Pain Hates Me"
9. "The Sickness Crown"
10. "Ghostdance"
11. "Sunday Mourning"
12. "Bury Me Down (The End)"

### The Sickoustic EP (Bonus)
1. "Tragedy Insane" (acoustic)
2. "Melanchoholic" (acoustic)
3. "Hurter" (acoustic)
4. "Demons" (acoustic)
5. "Everywhere" (acoustic)

## Miembros
- Michelle Darkness - Voz / Guitarra acústica
- Kirk Kirker - Guitarra
- Sad Sir - Guitarra
- Rainier Sicone Di Hampez - Bajo
- Lusiffer - Batería